# Empire Vale
Empire Vale är en ort i Australien. Den ligger i kommunen Ballina och delstaten New South Wales, i den sydöstra delen av landet, omkring 590 kilometer norr om delstatshuvudstaden Sydney. Antalet invånare är 576.
Närmaste större samhälle är Ballina, nära Empire Vale. 
Trakten runt Empire Vale består till största delen av jordbruksmark. Genomsnittlig årsnederbörd är 1 858 millimeter. Den regnigaste månaden är januari, med i genomsnitt 298 mm nederbörd, och den torraste är oktober, med 40 mm nederbörd.